# Cholet-Pays de Loire Dames
La Mérignacaise era una cursa ciclista d'un dia, de categoria femenina francesa, que es disputava per les carreteres al voltant de Cholet (Maine i Loira). La cursa es creà el 2004 i es disputà fins al 2015. Formava part del calendari de la Copa de França.

## Palmarès
| Any  | Vencedora                | Segona                   | Tercera              |
| ---- | ------------------------ | ------------------------ | -------------------- |
| 2004 | Élodie Touffet           | Cathy Moncassin-Prime    | Magali Finot-Laivier |
| 2005 | Alexandra Le Henaff      | Élodie Touffet           | Magali Le Floc'h     |
| 2006 | Fanny Riberot            | Aude Pollet              | Pascale Jeuland      |
| 2007 | Marina Jaunatre          | Laurence Leboucher       | Kata-Lina Normak     |
| 2008 | Magali Mocquery          | Magali Le Floc'h         | Marina Jaunatre      |
| 2009 | Florence Girardet        | Megan Guarnier           | Christine Majerus    |
| 2010 | Christel Ferrier-Bruneau | Christine Majerus        | Mélanie Bravard      |
| 2011 | Emma Johansson           | Christel Ferrier-Bruneau | Sara Mustonen        |
| 2012 | Audrey Cordon            | Pascale Jeuland          | Emilie Moberg        |
| 2013 | Emma Johansson           | Audrey Cordon            | Jolien D'Hoore       |
| 2014 | Emma Johansson           | Jolien D'Hoore           | Elisa Longo Borghini |
| 2015 | Audrey Cordon            | Amélie Rivat             | Miriam Bjørnsrud     |